# Serge Zwikker
Serge Zwikker (Vlaardingen 28 april 1973), is een Nederlands-Amerikaans voormalige basketbalspeler op de center-positie.
Hij leerde basketballen bij Green Eagles Maassluis. Hij maakte deel uit van het Nederlands nationaal team dat tijdens het Pre-Olympische Toernooi van Badajoz (Spanje, 1992) een overwinning haalde tegen het Gemenebest van Onafhankelijke Staten.
In de Verenigde Staten speelde hij Prep School en vervolgens vier jaar College Basketball bij het team van de Universiteit van North Carolina in Chapell Hill, de Tar Heels, onder leiding van Dean Smith. Na twee jaar op de bank werd hij vanaf 1995 in de basis opgesteld. Hij speelde er onder meer met Jerry Stackhouse, Rasheed Wallace, Antawn Jamison, Vince Carter en Shammond Williams. In zijn laatste (Senior) seizoen speelde hij met de Tar Heels op de Haarlem Basketball Week, en haalde hij met zijn team de finale van het NCAA-kampioenschap. 
In 1997 werd hij gedrafted door de Houston Rockets, een club uit de NBA. Hij kwam er echter niet aan spelen toe. 
Zwikker speelde vervolgens professioneel in de Euroleague voor Tau Ceramica (Vitoria-Gasteiz, Spanje), en daarna bij Breogàn (Lugo, Spanje), Gorizia (Italië) en Den Helder.
Blessures dwongen hem om in 2000 te stoppen met professioneel basketbal.